# 1-hexadecaanthiol
1-hexadecaanthiol is een organische verbinding met als brutoformule C16H34S. Het is een vloeistof met een kenmerkende geur, die onoplosbaar is in water.

## Toxicologie en veiligheid
De stof ontleedt bij verbranding met vorming van giftige gassen, onder andere zwaveloxiden. Ze reageert hevig met sterk oxiderende stoffen, zuren, reducerende stoffen en metalen.